# Sant Sebastià (Fondarella)
La Capella de Sant Sebastià és una capella situada al poble de Fondarella a la comarca del Pla d'Urgell.

## Descripció
Senzilla capella d'una nau, tocant al poble i en un encreuament de camins. Edificació en tàpia i sòcol de pedra, amb les soles obertures de la façana principal.

## Història
Construïda a mitjans del segle xviii. Malgrat la data de 1735 inscrita a la llinda d'entrada, la primera referància escrita es troba a un testament de l'any 1752. L'origen de l'ermita es podria trobar en la creació de les confraries de Sant Sebastià i de la Verge del Roser l'any 1749. El 1781 segons visita pastoral, la teulada estava en mal estat. Va ser restaurada a la dècada del 1990.
La capella es va dedicar a Sant Sebastià per tal de frenar l'epidèmia de febres palúdiques ocasionades per les aigües entollades del canal en els seus inicis.